# Русские в Испании
Русские в Испании составляют одну из самых малочисленных иностранных диаспор страны, составляя около 0,83 % всех иностранцев в Испании.

## История
Во время гражданской войны в Испании на стороне националистов было 72 добровольца из числа белых эмигрантов, в то время как на стороне республиканцев — несколько сотен советских советников.
До распада Советского Союза гражданам России был запрещен выезд за границу. Лишь в начале 1990-х гг. феномен русской эмиграции в другие страны мира, в том числе в Испанию, приобрел важное значение.

## Численность
61 513 жителей русской национальности, проживавших в Испании на 1 января 2013 г., были распределены в основном по Средиземноморскому побережью. Так, Барселона является городом с наибольшим количеством россиян (4595 человек), за ней следуют Торревьеха (4248 человек), Мадрид (2400 человек), Льорет-де-Мар (1980 человек), Аликанте (1546 человек) и Марбелья (1178 человек).
Также следует отметить количество граждан России, получивших испанское гражданство за последние годы. В 2013 году 1184 человека получили испанское гражданство. Причин в основном было две: брак с испанцем и проживание в Испании более 10 лет.
В 2021 году в Испании было зарегистрировано 82 788 человек русской национальности.
На начало 2023 года в Королевстве насчитывалось уже 94,5 тысяч легально проживающих граждан России .